# Globinski sklop
Globinski sklop je često trodimenziono savijanje proteina. Ovaj sklop se tipično sastoji od osam alfa heliksa, mada neki proteini imaju dodatne heliksne produžetke na njihovim krajevima. Globinski sklop je prisutan kod hemoglobina i mioglobina, kao i kod fikocijaninskih proteina. Mioglobin je prvi protein sa rešenom struktura, te je stoga globinski sklop prvo otkriveno proteinsko savijanje. Globinski sklop se sastoji samo od heliksa i klasifikuje se kao sve-α proteinsko savijanje.

## Heliksno pakovanje
Jezdro globinskog savijanja sa osam heliksa je u znatnoj meri formirano od nelokalnih struktura, po čemu se razlikuje od drugih strukturnih motiva kod kojih se aminokiseline koje su kolocirane u primarnoj sekvenci takođe nalaze blizo prostoru. Heliksi se pakuju sa prosečnim međusobnim uglom od oko 50 stepeni. To je znatno strmije od drugih heliksnih pakovanja, kao što je na primer heliksni svežanj. Tačan ugao heliksnog pakovanja zavisi od sekvuence proteina, jer je pakovanje posredovano sternim i hidrofobnim interakcijama aminokiselinskih bočnih lanaca u blizini heliksnih interfejsa.

## Literatura
- Branden C, Tooze J. (1999). Introduction to Protein Structure 2nd ed. Garland Publishing: New York, NY.